# Огњен Угрешић
Огњен Угрешић (Кикинда, 15. јул 2006) српски је фудбалер који тренутно наступа за Партизан.

## Каријера
Почео је да тренира с пет година старости, у школи фудбала Млади вукови у родној Кикинди. Одатле је три године касније, посредством Моце Вукотића, прешао у Партизан. Свој први професионални уговор потписао је у септембру 2023. када је јавности представљен с вршњацима међу којима су били и голман Вања Радулашки те Вања Драгојевић и Зоран Алиловић, такође везни фудбалери. Као играч стандардни фудбалер омладинске екипе, Угрешић је прикључен првом тиму пред крај такмичарске 2023/24. и седео је на клупи у последњем колу против крагујевачког Радничког. Он се потом одазвао прозивци Александра Станојевића пред летње припреме 2024. године, али је уводни део сезоне одиграо за омладинску екипу. Прилику да дебитује у сениорском фудбалу добио је крајем календарске 2024. под вођством привременог тренера Марка Јовановића. У игру је по први пут ушао у завршници сусрета са Железничаром у Панчеву. Прошао је зимске припреме код новог тренера Срђана Благојевића, а затим је на сопствено инсистирање прослеђен Телеоптику. Током марта месеца, у складу с установљеним Правилником, Угрешић је за филијалу одиграо три утакмице у Српској лиги Београд и постигао два поготка. По први пут се нашао у почетној постави Партизана на затварању регуларног дела такмичарске 2024/25. у Суперлиги Србије, против Радничког 1923 на Стадиону Чика Дача. Свој први погодак за клуб постигао је у победи над истим противником, три седмице касније, на домаћем терену. До краја сезоне постигао је још два поготка, оба у победи над екипом Младости у Лучанима. По њеном окончању, Вања Драгојевић и Огњен Угрешић су озваничили продужетке својих уговора с Партизаном до 2030. године, а у које је додата излазна клаузула од 15 милиона евра. Свој први погодак у међународним такмичењима и уједно први у сезони 2025/26, Угрешић је постигао у реванш сусрету првог кола квалификација за Лигу Европе, за вођство против АЕК-а из Ларнаке. Стрелац је затим био и на првом сусрету с екипом Олександрије, у оквиру другог кола квалификација за Лига конференције, који је у одсуству Бибраса Натха и Вање Драгојевића из поставе почео као капитен.

## Репрезентација
Од селектора Александра Луковића Угрешић је добио позив у кадетску репрезентацију Србије за двомеч с Бугарском у септембру 2021. У старијим узрастима по једном је наступио за селекције до 17 и 18 година старости, на пријатељским сусретима. За омладинску селекцију дебитовао је против вршњака из Русије у октобру 2024, а потом је наредног месеца позван и за квалификациони циклус утакмица за Европско првенство. Постигао је један погодак, у победи над екипом Хрватске којом је Србија закључила први круг квалификација на водећој позицији у својој групи. После друге рунде квалификација, одигране током марта наредне године, Србија је остала без пласмана на завршни турнир. Крајем априла 2025, мађарски дневни лист Немзети спорт објавио је интервју с Остојом Стјепановићем, Угрешићевим агентом који је такође био члан Партизана у раној фази фудбалске каријере. У тексту је наглашено да играч поседује и пасош Мађарске и да би потенцијално могао да промени спортско држављанство у будућности. Селектор младе репрезентације Србије, Александар Коларов, позвао је Угрешића у састав за провере против Бугарске и Грчке крајем маја и почетком јуна 2025.

## Начин игре
Угрешић је 188 центиметара високи фудбалер који наступа у везном реду. Током стасавања у млађим узрастима Партизана, чинио је тандем с Вањом Драгојевићем на позицијама задњих везних и с тим саиграчем је касније промовисан међу првотимце. У омладинском узрасту, Угрешић је наступао нешто истуреније па је екипи доприносио головима и асистенцијама. Након уласка у први тим, тренер Срђан Благојевић га је користио на више позиција. Тако је наступао као централни и предњи везни, крилни, али и најистуренији играч у поставци екипе. Као једног од омиљенијих играча на својој позицији навео је Сашу Лукића.

## Статистика

### Клупска
Ажурирано 18. августа 2025.
|                            |          |                     |    |   |   |   |   |   |   |   |    |   |  |  |
| Партизан                   | 2023/24. | Суперлига Србије    | 0  | 0 | 0 | 0 | — | — | — | — | 0  | 0 |  |  |
| Партизан                   | 2024/25. | Суперлига Србије    | 11 | 3 | 1 | 0 | 0 | 0 | — | — | 12 | 3 |  |  |
|                            |          |                     |    |   |   |   |   |   |   |   |    |   |  |  |
| Телеоптик (уговорени клуб) | 2024/25. | Српска лига Београд | 3  | 2 | — | — | — | — | 0 | 0 | 3  | 2 |  |  |
|                            |          |                     |    |   |   |   |   |   |   |   |    |   |  |  |
| Партизан                   | 2025/26. | Суперлига Србије    | 4  | 0 | 0 | 0 | 6 | 2 | — | — | 10 | 2 |  |  |
| Партизан                   | Укупно   | Укупно              | 15 | 3 | 1 | 0 | 6 | 2 | 0 | 0 | 22 | 5 |  |  |
|                            |          |                     |    |   |   |   |   |   |   |   |    |   |  |  |
| Каријера                   | Каријера | Каријера            | 18 | 5 | 1 | 0 | 6 | 2 | 0 | 0 | 25 | 7 |  |  |
|                            |          |                     |    |   |   |   |   |   |   |   |    |   |  |  |

### Утакмице у дресу репрезентације
| Репрезентација Србије у узрасту до 16 година старости | Репрезентација Србије у узрасту до 16 година старости | Репрезентација Србије у узрасту до 16 година старости | Репрезентација Србије у узрасту до 16 година старости | Репрезентација Србије у узрасту до 16 година старости | Репрезентација Србије у узрасту до 16 година старости | Репрезентација Србије у узрасту до 16 година старости | Репрезентација Србије у узрасту до 16 година старости | Репрезентација Србије у узрасту до 16 година старости | Репрезентација Србије у узрасту до 16 година старости |
| #                                                     | Датум                                                 | Такмичење                                             | Локација                                              | Домаћин                                               | Резултат                                              | Гост                                                  | Гол                                                   | Реф.                                                  |                                                       |
| ----------------------------------------------------- | ----------------------------------------------------- | ----------------------------------------------------- | ----------------------------------------------------- | ----------------------------------------------------- | ----------------------------------------------------- | ----------------------------------------------------- | ----------------------------------------------------- | ----------------------------------------------------- | ----------------------------------------------------- |
| 1.                                                    | 21. септембар 2021.                                   | Пријатељска утакмица                                  | Национални фудбалски центар Бојана, Софија            | Бугарска                                              | 1 : 2                                                 | Србија                                                |                                                       | [ 40 ]                                                |                                                       |
| 2.                                                    | 23. септембар 2021.                                   | Пријатељска утакмица                                  | Национални фудбалски центар Бојана, Софија            | Бугарска                                              | 1 : 1                                                 | Србија                                                |                                                       | [ 41 ]                                                |                                                       |
| 3.                                                    | 5. мај 2022.                                          | Развојни турнир УЕФА                                  | Кућа фудбала, Стара Пазова                            | Србија                                                | 2 : 1                                                 | Мађарска                                              |                                                       | [ 42 ]                                                |                                                       |
| 4.                                                    | 7. мај 2022.                                          | Развојни турнир УЕФА                                  | Кућа фудбала, Стара Пазова                            | Србија                                                | 2 : 1                                                 | Словачка                                              |                                                       | [ 43 ]                                                |                                                       |
| 5.                                                    | 10. мај 2022.                                         | Развојни турнир УЕФА                                  | Кућа фудбала, Стара Пазова                            | Србија                                                | 3 : 0                                                 | Финска                                                |                                                       | [ 44 ]                                                |                                                       |
| 5                                                     | Укупан број утакмица и постигнутих погодака           | Укупан број утакмица и постигнутих погодака           | Укупан број утакмица и постигнутих погодака           | Укупан број утакмица и постигнутих погодака           | Укупан број утакмица и постигнутих погодака           | Укупан број утакмица и постигнутих погодака           |                                                       |                                                       |                                                       |

| Репрезентација Србије у узрасту до 17 година старости | Репрезентација Србије у узрасту до 17 година старости | Репрезентација Србије у узрасту до 17 година старости | Репрезентација Србије у узрасту до 17 година старости | Репрезентација Србије у узрасту до 17 година старости | Репрезентација Србије у узрасту до 17 година старости | Репрезентација Србије у узрасту до 17 година старости | Репрезентација Србије у узрасту до 17 година старости | Репрезентација Србије у узрасту до 17 година старости | Репрезентација Србије у узрасту до 17 година старости |
| #                                                     | Датум                                                 | Такмичење                                             | Локација                                              | Домаћин                                               | Резултат                                              | Гост                                                  | Гол                                                   | Реф.                                                  |                                                       |
| ----------------------------------------------------- | ----------------------------------------------------- | ----------------------------------------------------- | ----------------------------------------------------- | ----------------------------------------------------- | ----------------------------------------------------- | ----------------------------------------------------- | ----------------------------------------------------- | ----------------------------------------------------- | ----------------------------------------------------- |
| 1.                                                    | 8. септембар 2022.                                    | Пријатељска утакмица                                  | Кућа фудбала, Стара Пазова                            | Србија                                                | 2 : 1                                                 | Шведска                                               |                                                       | [ 22 ]                                                |                                                       |
| 1                                                     | Укупан број утакмица и постигнутих погодака           | Укупан број утакмица и постигнутих погодака           | Укупан број утакмица и постигнутих погодака           | Укупан број утакмица и постигнутих погодака           | Укупан број утакмица и постигнутих погодака           | Укупан број утакмица и постигнутих погодака           |                                                       |                                                       |                                                       |

| Репрезентација Србије у узрасту до 18 година старости | Репрезентација Србије у узрасту до 18 година старости | Репрезентација Србије у узрасту до 18 година старости | Репрезентација Србије у узрасту до 18 година старости | Репрезентација Србије у узрасту до 18 година старости | Репрезентација Србије у узрасту до 18 година старости | Репрезентација Србије у узрасту до 18 година старости | Репрезентација Србије у узрасту до 18 година старости | Репрезентација Србије у узрасту до 18 година старости | Репрезентација Србије у узрасту до 18 година старости |
| #                                                     | Датум                                                 | Такмичење                                             | Локација                                              | Домаћин                                               | Резултат                                              | Гост                                                  | Гол                                                   | Реф.                                                  |                                                       |
| ----------------------------------------------------- | ----------------------------------------------------- | ----------------------------------------------------- | ----------------------------------------------------- | ----------------------------------------------------- | ----------------------------------------------------- | ----------------------------------------------------- | ----------------------------------------------------- | ----------------------------------------------------- | ----------------------------------------------------- |
| 1.                                                    | 8. септембар 2023.                                    | Пријатељска утакмица                                  |                                                       | Италија                                               | 3 : 0                                                 | Србија                                                |                                                       | [ 23 ]                                                |                                                       |
| 1                                                     | Укупан број утакмица и постигнутих погодака           | Укупан број утакмица и постигнутих погодака           | Укупан број утакмица и постигнутих погодака           | Укупан број утакмица и постигнутих погодака           | Укупан број утакмица и постигнутих погодака           | Укупан број утакмица и постигнутих погодака           | 0                                                     |                                                       |                                                       |

| Репрезентација Србије у узрасту до 19 година старости | Репрезентација Србије у узрасту до 19 година старости | Репрезентација Србије у узрасту до 19 година старости | Репрезентација Србије у узрасту до 19 година старости | Репрезентација Србије у узрасту до 19 година старости | Репрезентација Србије у узрасту до 19 година старости | Репрезентација Србије у узрасту до 19 година старости | Репрезентација Србије у узрасту до 19 година старости | Репрезентација Србије у узрасту до 19 година старости | Репрезентација Србије у узрасту до 19 година старости |
| #                                                     | Датум                                                 | Такмичење                                             | Локација                                              | Домаћин                                               | Резултат                                              | Гост                                                  | Гол                                                   | Реф.                                                  |                                                       |
| ----------------------------------------------------- | ----------------------------------------------------- | ----------------------------------------------------- | ----------------------------------------------------- | ----------------------------------------------------- | ----------------------------------------------------- | ----------------------------------------------------- | ----------------------------------------------------- | ----------------------------------------------------- | ----------------------------------------------------- |
| 1.                                                    | 15. октобар 2024.                                     | Пријатељска утакмица                                  | Стадион Карађорђе, Нови Сад                           | Србија                                                | 4 : 2                                                 | Русија                                                |                                                       | [ 24 ]                                                |                                                       |
| 2.                                                    | 13. новембар 2024.                                    | Квалификације за Европско првенство                   | Градски стадион, Сисак                                | Србија                                                | 2 : 2                                                 | Белорусија                                            |                                                       | [ 45 ]                                                |                                                       |
| 3.                                                    | 16. новембар 2024.                                    | Квалификације за Европско првенство                   | Градски стадион, Сисак                                | Србија                                                | 2 : 0                                                 | Јерменија                                             |                                                       | [ 46 ]                                                |                                                       |
| 4.                                                    | 19. новембар 2024.                                    | Квалификације за Европско првенство                   | Стадион Бранко Чавловић-Чавлек, Карловац              | Хрватска                                              | 0 : 3                                                 | Србија                                                | Гол                                                   | [ 47 ]                                                |                                                       |
| 5.                                                    | 19. март 2025.                                        | Квалификације за Европско првенство                   | Спортски центар „Младост“, Панчево                    | Србија                                                | 3 : 2                                                 | Израел                                                |                                                       | [ 48 ]                                                |                                                       |
| 6.                                                    | 22. март 2025.                                        | Квалификације за Европско првенство                   | Спортски центар „Младост“, Панчево                    | Србија                                                | 1 : 1                                                 | Белгија                                               |                                                       | [ 49 ]                                                |                                                       |
| 6                                                     | Укупан број утакмица и постигнутих погодака           | Укупан број утакмица и постигнутих погодака           | Укупан број утакмица и постигнутих погодака           | Укупан број утакмица и постигнутих погодака           | Укупан број утакмица и постигнутих погодака           | Укупан број утакмица и постигнутих погодака           | 1                                                     |                                                       |                                                       |

## Трофеји, награде и признања

### Појединачно
- Играч кола у Суперлиги Србије

1. Суперлига Србије за сезону 2024/25, 36. коло[50]